# Les Deux Cavaliers
Pour plus de détails, voir Fiche technique et Distribution.
Les Deux Cavaliers (Two Rode Together) est un film américain de John Ford sorti en 1961.

## Synopsis
Le shérif Guthrie McCabe est porté sur la bouteille et le cigare. Il vit dans le luxe, grâce au pourcentage qu’il perçoit sur toutes les transactions effectuées dans son comté. Jusqu’au jour où une troupe de cavaliers, parmi lesquels il reconnaît le lieutenant Jim Gary, débarque en ville. Devant un verre, Gary lui explique qu’il est chargé de le ramener au camp de la cavalerie, de gré ou de force. D’abord réticent, le fantasque McCabe doit accepter de partir. Dès son arrivée, il est enrôlé comme scout (éclaireur) afin de négocier avec les Comanches, qu'il connait par ses anciens trafics commerciaux. L'objectif est la restitution de prisonniers blancs, femmes ou enfants enlevés des années auparavant. Il objecte qu'après tant d'années, les enlevés sont morts ou totalement assimilés à la culture comanche, et irrécupérables. De plus, la paye militaire est insuffisante à ses yeux. Le camp de la cavalerie est entouré par les caravanes des membres des familles des disparus. Cynique, amer et vénal, McCabe réclame aux familles cinq cents dollars pour chaque personne qu’il réussira à ramener.
Le commandant du fort lui impose d'être accompagné de Jim Gary. Ils ne parviennent à ramener de force qu'un adolescent blanc devenu comanche, et l'épouse du chef indien Stonecalf, ancienne captive mexicaine. Les prédictions cyniques de McCabe sur le retour de ces Blancs capturés se révèlent tragiquement exactes, et la désillusion des familles de caravaniers vire au drame.

## Fiche technique
- Titre : Les Deux Cavaliers
- Titre original : Two Rode Together
- Réalisation : John Ford
- Scénario : Frank S. Nugent d’après le roman « Comanche captives » de Will Cook
- Production : Stanley Shpetner et John Ford (non crédité)
- Société de production et de distribution : Columbia Pictures
- Musique : George Duning
- Image : Charles Lawton Jr.
- Montage : Jack Murray
- Direction artistique : Robert Peterson
- Décorateur de plateau : James Crowe
- Costumes : Frank Beetson Jr. et Ron Talsky (non crédité)
- Pays de production :  États-Unis
- Format : Couleur (Eastman Color)  - 35 mm - 1,85:1 - Son : Mono (RCA Sound Recording)
- Type : Western
- Durée : 109 minutes
- Dates de sortie :
  - États-Unis : 26 juillet 1961
  - France : 6 octobre 1961
- Affiches : Howard Terpning (États-Unis), Boris Grinsson (France)

## Distribution
- James Stewart (VF : Roger Tréville) : le shérif Gus McCabe (« Guthrie » McCabe en VO)
- Richard Widmark (VF : Roger Rudel) : le lieutenant Jim Gary
- Shirley Jones (VF : Jeanine Freson) : Martha Purcell (« Marty » en VO)
- Linda Cristal (VF : Nelly Benedetti) : Elena de la Madriaga
- Andy Devine (VF : Jean Daurand) : Sergent Posey
- John McIntire (VF : Louis Arbessier) : Major Frazer
- Henry Brandon (VF : Jean-François Laley) : Quanah Parker
- Woody Strode : Stonecalf
- Harry Carey Jr. (VF : Lucien Bryonne) : Ortho Clegg
- Olive Carey (VF : Hélène Tossy) : Mme Abby Frazer
- John Qualen : Ole Knudsen
- Jeanette Nolan (VF : Lita Recio) : Mme Mary McCandless
- Willis Bouchey (VF : Yves Brainville) : M. Harry J. Wringle
- Mae Marsh : Mme Clegg
- Boyd « Red » Morgan (VF : Henry Djanik) : le 1er des deux joueurs professionnels descendus de la diligence

Acteurs non crédités
- Big John Hamilton : un colon
- William Henry (VF : Jacques Deschamps) : un joueur

Cascades
Jack N. Young

## Autour du film
- Ford toucha 225 000 $ et 25 % des bénéfices nets.
- L'acteur Ward Bond, fidèle souffre-douleur de la bande à Ford qui tourna plus de vingt fois avec lui, mourut au moment du tournage auquel il ne participait pas pour une fois. Cette disparition affligea le cinéaste, qui écourta le tournage et se remit à boire, isolé et déprimé, à bord de son bateau l'Araner.
- Le film s'apparente à un remake raté de La Prisonnière du désert. Ford a décrit le film comme :

« La pire merde que j'ai tournée en vingt ans. »

- L'un des autres acteurs fidèles du cinéaste, Harry Carey Jr., alias Dobe Carey, rapporte ainsi sa vision du film et du tournage durant lequel Ford lui cassa trois côtes pour le punir d'avoir repris la boisson :

« Les Deux Cavaliers est un salmigondis d'incidents et de morceaux tirés de tous les westerns que Jack a jamais tournés. Ford agissait comme s'il était en vacances, n'en faisait absolument qu'à sa tête. »

- Les stars du film, James Stewart (Jimmy) et Richard Widmark (Dick), portaient tous deux une perruque et entendaient mal. Harry Carey Jr. raconte cette anecdote à propos du cinéaste (Jack) en train de tourner une séquence qui avait pour cadre une rivière :

« Donc il est là-bas, au milieu de l'eau, eux sont sur la rive et il se met à parler de plus en plus doucement. On pouvait à peine l'entendre mais Jimmy et Dick, qui ne vont pas avouer qu'ils n'entendent pas un mot, se contentent de hocher la tête. Finalement, Jack appelle toute son équipe pour qu'elle le rejoigne dans l'eau. Quand tout le monde est là, il lève les bras dans un grand geste dramatique et dit : « Cinquante ans dans ce putain de métier, et tout ça pour en arriver à quoi ? Diriger deux moumoutes sourdingues ! ». »

- Les deux chefs indiens sont interprétés, l'un (Quanah Parker) par un acteur d'origine allemande (Henry Brandon), aux yeux bleus, l'autre (Stonecalf) par un acteur afro-americain (Woody Strode).